# 蒙羅維亞 (馬里蘭州)
蒙羅維亞（英語：Monrovia）是位於美國馬里蘭州弗雷德里克縣的一個普查規定居民點。

## 人口
根據2020年美國人口普查的數據，蒙羅維亞的面積為5.82平方千米，當中陸地面積為5.82平方千米，而水域面積為0.00平方千米。當地共有人口2702人，而人口密度為每平方千米464.26人。